# Hector Malot

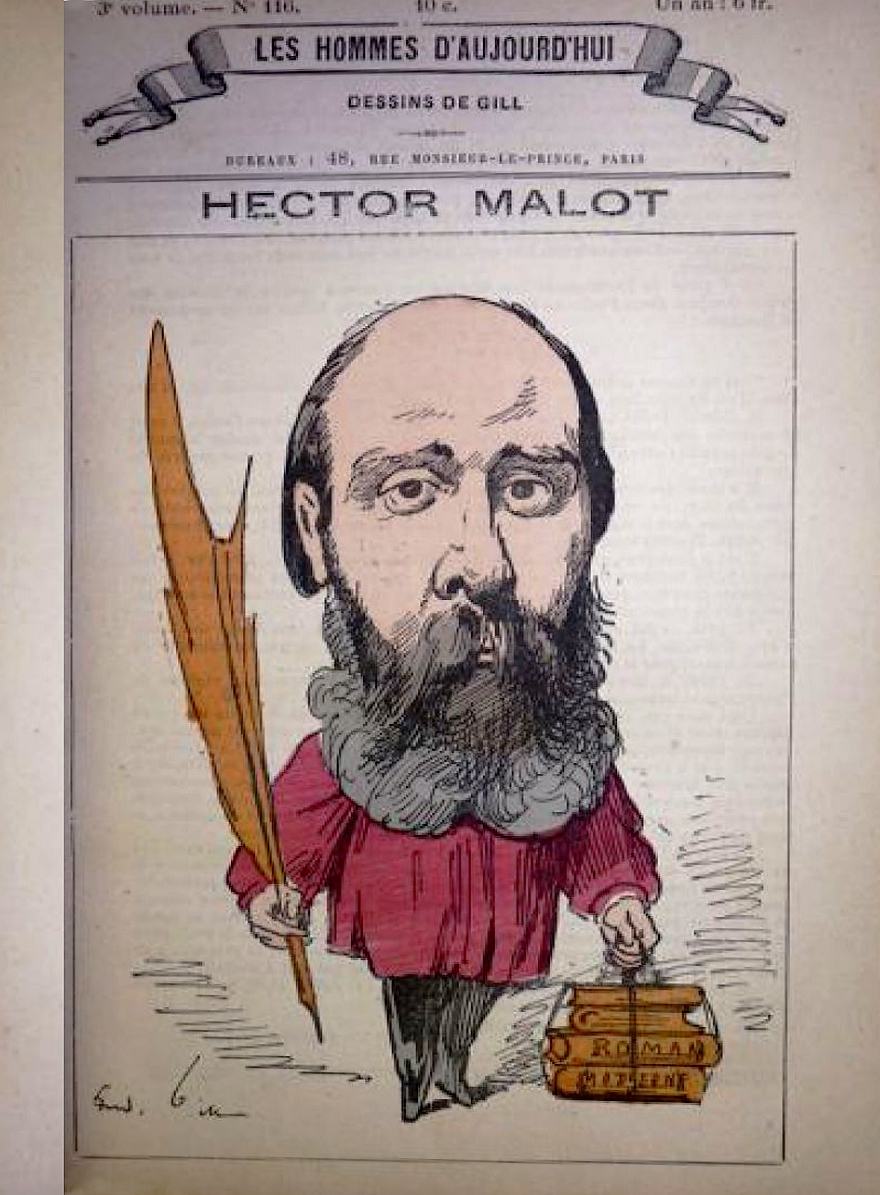
Hector Malot-karikatúra (1880)

Hector Malot (Hector-Henri Malot) francia író (La Bouille, 1830. május 20. – Fontenay-sous-Bois, 1907. július 17.) Normandiában La Bouille-ban született. Élete során több mint 60 regényt írt. A maga korában nagyon népszerű volt. Ma már azonban főként csak ifjúsági regényeit olvassák.

## Életrajz
La Bouille-ban töltötte ifjúságát, az itt élő emberek kemény küzdelmei egy életre szóló élményt adtak a fiatal Malotnak. Tanulmányait a közeli városokban: Rouenban és Párizsban végezte. Jogot tanult, egy jegyzőnél írnokoskodott. A jogot azonban hamarosan befejezte és onnantól kezdve az irodalomnak hódolt. Újságíró lett, aki főként napilapokba írt cikkeket. 30 éves korában jelent meg az első regénye. Ettől kezdve Franciaország egyik legtermékenyebb írója volt. Majdnem minden évben megjelent tőle egy regény, de volt, amikor több is. A tengerész fia (Les Adventures de Romain Kalbris) című művét tartják a legjobbnak, amit 1869-ben írt.

## Művei
- Un curé de province (Páris, 1872)
- Un mariage sous le second empire (uo. 1873)
- L'auberge du monde (uo. 1875-76)
- Sans famille (1878-ban elnyerte a Francia Akadémia díját)
- Les Besogneux (1883)
- Micheline (1884)
- Zyte (1886)
- Ghislaine (1887)
- Mondaine (1888)
- Justice (1889)
- Mère (1890)
- Madame Prétavoine (1891)
- Complices (1892)
- En famille (1893)

## Magyarul
- A világ szállodája, 1-4.; ford. Sasvári Ármin; Athenaeum, Bp., 1877–1878
  - Chamberlain ezredes
  - Ida és Carmelita
  - Lucilliére marquise
  - Teréz
- Család nélkül. Regény, 1-2.; Athenaeum, Bp., 1878
- Pompon. Regény; ford. Szigethyné Szalay Erzsi; Franklin, Bp., 1883 (Olcsó könyvtár)
- A szépség vonzereje. Regény; ford. Szigethyné Szalay Erzsi; Franklin, Bp., 1884 (Olcsó könyvtár. Új olcsóbb kiadás)
- Az akarat diadala, 1-3.; ford. Tábori Róbertné; Singer-Wolfner, Bp., 1889
- Elhagyottan. Regény az ifjúság számára; ford. Gauss Viktor; Singer-Wolfner, Bp., 1898
  - (Talált gyerek címen is)
- Otthon. Regény az ifjúság számára; Hector Malot után átdolg. Tábori Róbertné; Singer-Wolfner, Bp., 1900
- Baccarat. Regény, 1-2.; Magyar Kereskedelmi Közlöny, Bp., 1918
- A tengerész fia. Regény; ford. Máthé Lydia; Móra, Bp., 1957 (Ifjúsági kiskönyvtár)
- A tengerész fia; ford. Máthé Lydia, szerk., átdolg. Tóth Emőke; Mágus, Bp., 1997 (Könyvfalók könyvtára)
- Talált gyerek; ford. Morvay Zsuzsa; Holnap, Bp., 2012[1]